# Herb Krynicy Morskiej
Herb Krynicy Morskiej – jeden z symboli miasta Krynica Morska w postaci herbu.

## Wygląd i symbolika
Herb przedstawia na niebieskiej tarczy trzy białe żagle na tle pomarańczowego słońca. Z heraldycznie prawej strony żagli widnieje czarna latarnia morska, natomiast z obu stron widnieją czarne fragmenty Mierzei Wiślanej.
Symbolika herbu wiąże się z wypoczynkowym charakterem miasta.